# Рената Габриельська
Рената Габриельська (пол. Renata Gabryjelska; нар. 7 березня 1972, Ольштин) — польська модель, акторка, кінорежисерка й благодійниця, перша віцеміс «Міс Полонія» 1993.

## Кар'єра
У 1993 році здобула титул першої віце-міс «Міс Полонія» та почала працювати моделлю. У 1994 році підписала річний контракт із паризькою модельною агенцією «Метрополітен», брала участь у показ мод для журналів «Cosmopolitan», «Madame Figaro», «3Suisses», «Molton». У Польщі працювала здебільшого для модельєрок Анни Бродзіньської та Терези Розаті. Працювала моделлю протягом 1993—2003 років. Проте незабаром відійшла від публічного життя. Закінчила Варшавську школу економіки при Варшавському університеті.
Працювала також для телевізійних студій «Polsat», «Atomic TV», а також співпрацювала з журналом «Viva». У період з 1997 по 2003 роки знімалась у серіалі «Złotopolscy», у ролі Єви Ковальської, яка зробила її популярною. Співпрацювала з агенцією ВВС. Двічі (у листопаді 1999 (номер 84) та у листопаді 2002 року (номер 120)) позувала для польського видання «Плейбою». 
Закінчила режисерський факультет Варшавської кіношколи та Магістерську школу кінорежисури А. Вайди. 
Керує діяльністю благодійної програми (Animals), присвяченій тваринам із притулків. 
Одружена зі Станіславом Тичиньським.

## Фільмографія
- 1994: Сімейна компанія — Йола
- 1994: Файна Варшав'янка — Мариська
- 1995: Girl Guide — Kinga
- 1997: Złotopolscy — Ewa
- 1999: Тигриці Європи — модель Сандра
- 2002: Роби своє на свій ризик — дружина Еміля
- 2003: Так чи ні?
- 2005: Янек (сценарист, режисер)
- 2007: Скло (сценарист, режисер)
- 2009: Безтурботна (сценарист, режисер)